# Bertram Koch
Bertram Koch (* 15. Mai 1963 in Darmstadt) ist ein ehemaliger deutscher Basketballnationalspieler. Der 1,95 Meter große Flügelspieler bestritt 36 A-Länderspiele.

## Laufbahn
Koch spielte in der Jugend Basketball in seiner Geburtsstadt Darmstadt und entwickelte sich zum Junioren-Nationalspieler. Zur Saison 1982/83 ging er von Darmstadt zum TV Langen, 1985 schaffte er mit dem TVL den Aufstieg in die Basketball-Bundesliga. Auch in Deutschlands höchster Spielklasse war er ein Leistungsträger der Langener Mannschaft und bestritt im November 1985 sein erstes Länderspiel für die deutsche A-Nationalmannschaft.
In der Saison 1986/87 spielte und studierte Koch am Eckerd College im US-Bundesstaat Florida, ehe er im Spieljahr 1987/88 wieder für Langen in der Bundesliga auflief. 1987 nahm er mit der deutschen Studierendennationalmannschaft an der Universiade in Zagreb teil.
1988 wechselte Koch zu Steiner Bayreuth und gewann mit der Mannschaft im Laufe der Saison 1988/89 die deutsche Meisterschaft sowie den DBB-Pokal. Während seiner Bayreuther Zeit spielte Koch auch gegen NBA-Star Michael Jordan. 1989 gewann Koch mit der deutschen Studentennationalmannschaft Bronze bei der Universiade in Duisburg.
Im weiteren Verlauf seiner Karriere spielte Koch noch bis 1999 für die BG Ludwigsburg, bis 1997 in der Bundesliga, anschließend in der zweiten Liga. In der ersten Liga erzielte er während seiner Laufbahn insgesamt 3670 Punkte. 1998 schloss Koch ein Studium der Betriebswirtschaftslehre ab.